# استلا دالاس (فیلم ۱۹۳۷)
استلا دالاس (انگلیسی: Stella Dallas) فیلمی در ژانر درام به کارگردانی کینگ ویدور است که در سال ۱۹۳۷ منتشر شد.
باربارا استانویک موفق شد برای بازی در این فیلم برای دریافتِ جایزه اسکار بهترین بازیگر نقش اول زن نامزد شود. آن شرلی نیز نامزدِ دریافتِ جایزه اسکار بهترین بازیگر نقش مکمل زن شد.

## بازیگران
- باربارا استانویک
- آن شرلی
- باربارا اونیل
- مارجوری ماین
- تیم هالت
- دیک جونز
- لارین دی
- آن دران
- هتی مک‌دانل
- مایکل اوون
- جان بوول
- آلن هِیل
- نلا واکر
- ان شومیکر
- راس پاول
- لان مک‌کالیستر
- جاهد ایرگات در نقش استیو